# Pierrot (azienda)
Nato col nome Studio Pierrot Co., Ltd., dal 2002 Pierrot Co., Ltd. (株式会社ぴえろ?, Kabushiki-gaisha Piero), è uno studio di animazione giapponese fondato nel 1979 da Yuji Nunokawa e Hisayuki Toriumi, ex dipendenti della Tatsunoko Production e della Mushi Production. Lo studio è noto principalmente per aver prodotto serie anime famose come Lamù, Orange Road, Naruto, Bleach, Yu degli spettri, Tokyo Ghoul, Beelzebub, Due come noi!!, Great Teacher Onizuka e soprattutto la famosa saga cosiddetta delle "maghette dello Studio Pierrot" composta dalle cinque serie: L'incantevole Creamy, Evelyn e la magia di un sogno d'amore, Magica magica Emi, Sandy dai mille colori e Fancy Lala.
Il logo dello studio presenta la faccia di un pagliaccio stilizzato prima del nome. Il nome, traslitterato in giapponese "Piero", è un prestito linguistico del nome Pierrot, che in Giappone è usato genericamente col significato di "pagliaccio". Dal 2004 utilizza la versione nippo-occidentale "studioぴえろ", nei titoli dei suoi prodotti (dicitura in realtà già apparsa saltuariamente dal 1993).

## Serie TV e OAV
Attenzione: questa lista potrebbe essere incompleta.
- Nils Holgersson (1980-1981)
- Lamù (Urusei yatsura) (1981-1986)
- Maicching Machiko-sensei (1981-1983)
- Esteban e le misteriose città d'oro (Taiyou no ko Esteban) (1982-1983) - co-produzione con DiC Entertainment
- Dallos (1983)
- Lo strano mondo di Minù (Spoon obasan) (1983-1984)
- L'incantevole Creamy (1983-1984)
- Chikkun takkun (aprile-settembre 1984)
- Area 88 (1985)
- Creamy Mami: Lovely Serenade (1985)
- Evelyn e la magia di un sogno d'amore (1984-1985)
- Sei jūshi Bismark (1984-1985)
- Magica magica Emi (1985-1986)
- Ninja Senshi Tobikage (1985-1986)
- Mami, Emi, Pelsia adesugata mahō no sannin musume (1986)
- Creamy Mami: Curtain Call (1986)
- Magica Emi: Pioggerella (1986)
- Sandy dai mille colori (marzo-agosto 1986)
- Anmitsu hime (1986–1987)
- Palla al centro per Rudy (1986–1987)
- Creamy Mami: Perfect Memory (1987)
- Majocco Club (Majokko club: yoningumi A-kuukan karano alien X) (1987)
- Yosei Persia: Kaiten mokuba (1987)
- Orange Road (1987-1988)
- Norakuro-kun (1987-1988)
- Harbor Light Monogatari: Fashion Lala yori (1988)
- Osomatsu-kun (1988-1989)
- Moero! Oni-san (marzo-settembre 1988)
- Magical Hat (1989-1990)
- Hi-Spedd Jecy (1989)
- Camelot (1990)
- Heisei tensai Bakabon (gennaio-dicembre 1990)
- Karakuri kengou den Musashi Road (1990-1991)
- Edokko Boy gatten tasuke (1990-1991)
- Chiisana obake Acchi, Socchi, Kocchi (1991-1992)
- Maruda Dame Otto (1991-1992)
- Raggio di Luna (1992)
- Yu degli spettri (1992-1995)
- Tottemo! Luckyman (1994-1995)
- Ninku (1995-1996)
- Key the Metal Idol (1994)
- Fushigi yûgi (1995-1996)
- Boku no Marie (1996)
- Sonic the Hedgehog (1996)
- Midori no Makibaoh (1996-1997)
- Hajime ningen Gon (1996-1997)
- Aka-chan to boku (1996-1997)
- Hyper Police (aprile-settembre 1997)
- CLAMP Detective (maggio-ottobre 1997)
- Rekka no hono (1997-1998)
- Hunter × Hunter OAV (1998)
- Takoyaki Mantoman (1998-1999)
- Fancy Lala (Aprile 1998-Settembre 1998)
- Neo Ranga (aprile-settembre 1998)
- Dokkiri Doctor (1998-1999)
- Yoiko (1998-1999)
- Chiisana kyojin Microman (gennaio-dicembre 1999)
- Power Stone (aprile-settembre 1999)
- Tenshi ni Narumon (aprile-settembre 1999)
- Tenamonya Voyagers (1999)
- Great Teacher Onizuka (1999 – 2000)
- Rerere no tensai Bakabon (1999-2000)
- Hanamaru (ottobre 1999-settembre 2001)
- Oh! Super Milk-chan (gennaio-aprile 2000)
- Saiyuki (2000-2001)
- Ayashi no Ceres (aprile 2000-settembre 2000)
- Fantasmi a scuola (2000-2001)
- Super Gals! Kotobuki Ran (2001-2002)
- Hikaru no Go (2001-2003)
- Kogepan (novembre 2001)
- Juuni Kokuki - I dodici regni (2002-2003)
- Mahou no Star Magical Emi: Kumo Hikaru (2002)
- Tokyo Mew Mew (2002-2003)
- Tokyo Underground (aprile 2002-settembre 2002)
- PiNMeN (giugno 2002)
- Naruto (2002-2007)
- E's Otherwise (aprile 2003-settembre 2003)
- Detective School Q (2003-2004)
- Saiyūki RELOAD (2003-2004)
- Saiyūki RELOAD GUNLOCK (aprile 2004-settembre 2004)
- Midori no Hibi (aprile 2004-giugno 2004)
- Bleach (ottobre 2004-marzo 2012)
- Eikoku Koi Monogatari Emma (aprile 2005-giugno 2006)
- Sugar Sugar Rune (2005-2006)
- Naruto: Shippūden (2007-2017)
- Blue Dragon (2007-2009)
- Hanasakeru Seishōnen (2009-2010)
- Yumeiro Pâtissière (2009-2010)
- Letter Bee (2009-2010)
- Tegami Bachi Reverse (ottobre 2010-marzo 2011)
- Beelzebub (animata da Pierrot Plus) (gennaio 2011-marzo 2012)
- Rock Lee - Prodezze di un giovane ninja (aprile 2012-marzo 2013)
- Kingdom (giugno 2012)
- Le avventure di Hiroshi e Utako (2012)
- Kingdom 2 (giugno 2013)
- Gaist Crusher (2013)
- Soredemo sekai wa utsukushii (2014)
- Tokyo Ghoul (luglio-settembre 2014)
- Akatsuki no Yona (ottobre 2014)
- Tokyo Ghoul √A (gennaio 2015)
- Re-Kan! (animata da Pierrot Plus) (aprile 2015-giugno 2015)
- Divine Gate (gennaio 2016-marzo 2016)
- Twin Star Exorcists (aprile 2016)
- Onigiri (animata da Pierrot Plus) (aprile 2016-giugno 2016)
- Puzzle & Dragons X (luglio 2016)
- Mononokean l'imbronciato (animata da Pierrot Plus) (giugno 2016-settembre 2016)
- Soul Buster (ottobre 2016)
- ēlDLIVE (gennaio 2017)
- Boruto: Naruto Next Generations (aprile 2017)
- Konbini kareshi (luglio 2017)
- Black Clover (ottobre 2017)
- Tokyo Ghoul:re (2018)
- Hero Mask (2018)
- Bleach: Thousand Year Blood War Arc (ottobre 2022)
- Play It Cool, Guys (ottobre 2022)

## Film d'animazione
Attenzione: questa lista potrebbe essere incompleta.
- Lamù - Beautiful Dreamer (1984)
- L'incantevole Creamy (1984)
- Long Goodbye (1985)
- È quasi magia Johnny: Una difficile scelta (1988)
- Kumo no yō ni kaze no yō ni (1990)
- Abashiri ikka (1992)
- Yū Yū Hakusho: Eizō hakusho (1993)
- Key the Metal Idol (1994)
- Yu Yu Hakusho - I guerrieri dell'inferno (1994)
- Orange Road The Movie: ...e poi, l'inizio di quella estate... (1996)
- Boku no Marie (1996)
- Naruto il Film: Il libro di arti magiche della principessa della neve! (2004)
- Naruto il Film 2: Le rovine immaginarie al centro della Terra (2005)
- Naruto il Film 3: La rivolta animale dell'isola della Luna Crescente (2006)
- Bleach: Memories of Nobody (2006)
- Naruto Shippuden - L'esercito fantasma (2007)
- Naruto Shippuden - Il maestro e il discepolo (2008)
- Naruto Shippuden - Eredi della Volontà del Fuoco (2009)
- Naruto Shippuden - Il film: La torre perduta (2010)
- Naruto - Il film: La prigione insanguinata (2011)
- Naruto - La via dei ninja (2012)
- The Last: Naruto the Movie (2014)
- Boruto: Naruto the Movie (2015)
- Black Clover: La spada dell'imperatore magico (2023)